# Liste der Seen im Kanton Zug
Die folgende Liste enthält benannte Seen und andere Stillgewässer im Kanton Zug.
| Bild | Name des Sees  | Gemeinde(n)                           | Zufluss                      | Abfluss       | Fläche in km² | Höhe über Meer | Maximale Tiefe in Meter | Koordinaten     |
| ---- | -------------- | ------------------------------------- | ---------------------------- | ------------- | ------------- | -------------- | ----------------------- | --------------- |
|      | Ägerisee       | Oberägeri, Unterägeri                 | Dorfbach, Hüribach, Trombach | Lorze         | 7,3           | 724 m ü. M.    | 83                      | 689580 / 219720 |
|      | Binzmühleweier | Risch                                 |                              | Binzmühlibach | 0,006         | 422 m ü. M.    |                         | 674717 / 221606 |
|      | Heubodenweiher | Risch                                 |                              |               | 0,0002        | 437 m ü. M.    |                         | 676473 / 223257 |
|      | Sagiweiher     | Risch                                 |                              |               | 0,0005        | 462 m ü. M.    |                         | 674968 / 220959 |
|      | Waldweiher     | Steinhausen                           |                              |               | 0,013         | 468 m ü. M.    |                         | 679841 / 229394 |
|      | Wilersee       | Menzingen                             |                              |               | 0,033         | 729 m ü. M.    |                         | 689469 / 225131 |
|      | Zugersee       | Cham, Hünenberg, Risch, Walchwil, Zug | Lorze                        | Lorze         | 38,41         | 413 m ü. M.    | 198                     | 679142 / 220544 |
|      |                |                                       |                              |               |               |                |                         |                 |

Siehe auch: Liste der grössten Seen in der Schweiz